# Balian Buschbaum
Balian Buschbaum (Ulm, 14 juli 1980, voorheen Yvonne Buschbaum) is een voormalige Duitse polsstokhoogspringster, met een persoonlijk record van 4,70 m. Dit betekent een vijfde plaats op de lijst van Duitse polsstokhoogspringsters (peildatum eind 2012).

## Loopbaan
De in Mainz wonende Buschbaum werd, als Yvonne Buschbaum, meerdere malen Duits jeugdkampioene, alvorens in 1999 voor het eerst kampioene bij de senioren te worden. Datzelfde jaar vestigde zij op 28 juni 1999, nog net junior, een Duits record (eerder dat jaar trouwens een wereldjuniorenrecord) van 4,37 m. De Europese kampioenschappen voor junioren in Riga leverde goud op, voor landgenote Annika Becker (zilver) en de Franse Amandine Homo (brons).
Bij de senioren waren de beste prestaties een zilveren medaille op de Europese indoorkampioenschappen van 2002, twee bronzen medailles op de Europese baankampioenschappen en een zesde plaats op de Olympische Spelen. Wegens blessuregevoeligheid moesten de voeten viermaal geopereerd worden.
Op 21 november 2007 maakte Buschbaum op 27-jarige leeftijd bekend te stoppen met sport wegens vele blessures en het verlangen om van geslacht te veranderen.
Buschbaum wilde via een hormoonbehandeling beginnen met de geslachtsverandering. "Ik voel me als een man in een vrouwenlichaam": schreef zij nadien op haar website. Vooruitlopend op de geslachtsverandering maakte Buschbaum op 24 januari 2008 bekend voortaan Balian te heten, naar aanleiding van de film Kingdom of Heaven waarin het verhaal van Balian van Ibelin uiteen wordt gezet. Volgens Buschbaum heeft hij al zijn prestaties als vrouw zonder doping behaald. Op 10 maart 2010 liet Buschbaum in een interview weten inmiddels zeer gelukkig te zijn met zijn nieuwe lichaam.

## Titels
- Duits kampioene polsstokhoogspringen - 2000, 2001
- Duits indoorkampioene polsstokhoogspringen - 1999, 2000, 2003
- Europees jeugdkampioene polsstokhoogspringen - 1999

## Persoonlijke records
| Onderdeel                      | Prestatie | Datum        | Plaats |
| ------------------------------ | --------- | ------------ | ------ |
| polsstokhoogspringen (outdoor) | 4,70 m    | 29 juni 2003 | Ulm    |
| polsstokhoogspringen (indoor)  | 4,65 m    | 3 maart 2002 | Wenen  |

## Prestaties

### Kampioenschappen
| Jaar | Wedstrijd | Plaats    | Resultaat | Extra  |
| ---- | --------- | --------- | --------- | ------ |
| 1998 | WJK       | Annecy    | 4e        | 4,10 m |
| 1998 | EK        | Boedapest | 3e        | 4,31 m |
| 1999 | WK        | Sevilla   | 14e       | 4,15 m |
| 1999 | EJK       | Riga      | 1e        | 4,25 m |
| 2000 | OS        | Sydney    | 6e        | 4,40 m |
| 2000 | Europacup | Gateshead | 2e        | 4,30 m |
| 2001 | WK indoor | Lissabon  | 6e        | 4,25 m |
| 2001 | WK        | Edmonton  | 7e        | 4,45 m |
| 2002 | EK indoor | Wenen     | 2e        | 4,65 m |
| 2002 | Europacup | Annecy    | 2e        | 4,60 m |
| 2002 | EK        | München   | 3e        | 4,50 m |
| 2003 | WK        | Parijs    | 6e        | 4,50 m |

### Golden League-podiumplekken
| Jaar | Wedstrijd | Plaats  | Resultaat | Extra  |
| ---- | --------- | ------- | --------- | ------ |
| 2001 | ISTAF     | Berlijn | 3e        | 4,46 m |
| 2002 | Herculis  | Monaco  | 2e        | 4,59 m |

## Prestatieontwikkeling
| Jaar | Polsstokhoogspringen (in meter) |
| ---- | ------------------------------- |
| 1996 | 3,55                            |
| 1997 | 4,00                            |
| 1998 | 4,31                            |
| 1999 | 4,42                            |
| 2000 | 4,45                            |
| 2001 | 4,45                            |
| 2002 | 4,64                            |
| 2003 | 4,70                            |
| 2004 | 4,21                            |
| 2005 | -                               |
| 2006 | 4,62                            |

- Gemeinsame Normdatei: 140812350
- World Athletics: 14277249
- International Standard Name Identifier: 0000 0000 7766 7031
- Virtual International Authority File: 107795744
- WorldCat: E39PBJcBVK7D8hkQYJwXb3wcT3